# 河野順子 (教育学者)
河野順子（かわの じゅんこ、1958年- ）は、日本の教育学者、白百合女子大学教授。

## 略歴
2003年兵庫教育大学大学院連合学校教育学研究科博士課程修了（教科教育実践学専攻）、「<対話>による説明的文章の学習指導の実践と理論の構築 メタ認知の内面化の理論提案を中心に」で博士（学校教育学）の学位を取得。北九州市の公立校教諭、広島大学附属小学校文部科学教官などを経て、2004年熊本大学教育学部助教授、2007年准教授、2010年教授、2012年より2014年熊本大学教育学部附属小学校校長併任。2016年白百合女子大学教授となる。国語教育が専門。

## 著書
- 『対話による説明的文章セット教材の学習指導』明治図書出版 1996
- 『ぼくもわたしもことば博士』 (まるごとわかる国語シリーズ) 岩崎書店 1997
- 『学びを紡ぐ共同体としての国語教室づくり』 (21世紀型授業づくり) 明治図書出版 2001
- 『<対話>による説明的文章の学習指導 メタ認知の内面化の理論提案を中心に』風間書房 2006
- 『入門期のコミュニケーションの形成過程と言語発達 実践的実証的研究』溪水社 2009
- 『美しい願いごとのように』溪水社 2016

### 共編著
- 『入門期の説明的文章の授業改革』国語教育湧水の会共著. 明治図書出版 2008
- 『「対話」で広がる子どもの学び 授業で論理力を育てる試み』内田伸子,鹿毛雅治,熊本大学教育学部附属小学校共著. 明治図書出版 2012
- 『国語科における対話型学びの授業をつくる』鶴田清司共編. 明治図書出版 2012
- 『言語活動を支える論理的思考力・表現力の育成 各教科の言語活動に「根拠」「理由づけ」「主張」の三点セットを用いた学習指導の提案』編. 溪水社 2013
- 『論理的思考力・表現力を育てる言語活動のデザイン 中・小学校編』鶴田清司共編著. 明治図書出版 2014
- 『小学校国語科「批評読みとその交流」の授業づくり 質の高い対話で深い学びを引き出す』 (国語教育選書)編著. 明治図書出版 2017